# Аквагенная крапивница
Аквагенная крапивница (также известна как аллергия на воду) — аутоиммунное заболевание, крайне редкая форма физической крапивницы, определяющим симптомом которой является появление волдырей в результате контакта кожи с водой независимо от её температуры, чистоты, уровня солёности. Вода, содержащаяся внутри организма, не представляет для аллергиков опасности, реакция возникает только при контакте с кожей.
Аквагенная крапивница (АК) обычно проявляется зудящими эритематозными пятнами и волдырями после контакта с водой. Однако в некоторых случаях клиническая картина может варьироваться, и волдыри могут отсутствовать. Основными диагностическими критериями АК являются зуд и эритематозные пятна, появляющиеся при контакте с водой любой температуры. Аналогичное состояние, развивающееся без возникновения волдырей и эритематозных пятен, называется аквагенический зуд.

## Описание
Аквагенной крапивницей страдают примерно 50 человек в мире, в медицинской литературе описано менее 100 случаев этого заболевания. Хотя иногда данную реакцию называют аллергией, это заболевание не относится к аллергическим, поскольку, судя по всему, его вызывает реакция иммунитета на что-то внутри самого организма, а не на чужеродное.
Симптомы аквагенной крапивницы похожи на симптомы других видов физических крапивниц. Обычно проявляются через несколько минут после контакта тела с водой. Причём вода может быть в любых формах, в том числе таких, как водопроводная, морская, из бассейна, а также пот, слёзы, слюна. Питьё воды у некоторых больных реакции не вызывает, хотя другие могут ощущать боль и поэтому стараются заменять её напитками с меньшим содержанием воды (например, молочными коктейлями). Также встречаются случаи, когда аллергия может не проявлять себя при мытье рук.
Симптомы представляют собой небольшие (приблизительно 1—3 мм) волдыри красного или кожного цвета с чётко очерченными краями. Чаще всего развиваются на шее, верхней части туловища и руках, хотя могут появиться и в любом другом месте на теле. У некоторых людей также наблюдается зуд. После удаления источника воды сыпь, как правило, исчезает в течение 30—60 минут.
Случаи ремиссии аквагенной крапивницы неизвестны.

## Причины
Аквагенная крапивница изучена плохо.
Учитывая, что организм человека минимум на 60 % состоит из воды, это состояние не может быть настоящей аллергией на воду, несмотря на название «аллергия на воду».
Причина возникновения заболевания не определена, оно редко встречается и очень необычно.
По состоянию на 2016 год основные научные представления о причине состоят в том, что иммунная система человека реагирует на крошечные количества неизвестного вещества, растворённого в воде, или что вода взаимодействует с некоторым веществом, присутствующим в коже или на коже.
Среди гипотез об аквагенной крапивнице к 2017 году преобладает её связь с непереносимостью лактозы из-за связи заболевания с хромосомой 2q21. В качестве связанных заболеваний рассматриваются также полиморфная световая сыпь, холинергическая крапивница, синдром Бернарда-Сулье и ВИЧ-инфекция.

## Диагностика
Диагностика аквагенной крапивницы начинается с оценки истории болезни пациента с поиском каких-либо признаков того, что может быть причиной данной реакции. После этого пациент подвергается тестированию, где вода наносится на верхнюю часть тела в течение 30 минут. Вода может быть нанесена на кожу непосредственно или с помощью смоченного бумажного полотенца. Во многих случаях для проверки различий в реакции используется дистиллированная вода, водопроводная вода и физиологический раствор. После того, как будет удалён источник воды, кожа проверяется на наличие реакции в течение следующих 10—15 минут. Врач может также выполнить дополнительные тесты, чтобы избежать путаницы с другими типами крапивницы (например, поместить кубик льда на предплечье на 1—3 минуты для проверки холодовой крапивницы, или опустить руки пациента на 2—3 минуты в горячую воду для проверки холинергической крапивницы, или выполнить тест на надавливание для проверки дерматографической крапивницы).

## Лечение
Типичное лечение заключается в приёме сильнодействующих антигистаминных препаратов, хотя они помогают не всегда. Также сообщалось о нескольких успешных случаях применения фототерапии и препарата омализумаб. Для предупреждения можно использовать, например, защитные кремы.
Однако на данный момент отсутствуют убедительные доказательства безопасности и эффективности применяемых методов лечения.